# Monaster Ciuflea
Monaster Ciuflea – żeński klasztor prawosławny w Kiszyniowie, w centrum miasta, przy ul. Ciuflea, w jurysdykcji eparchii kiszyniowskiej Mołdawskiego Kościoła Prawosławnego.

## Historia
Inicjatorami budowy cerkwi św. Teodora Tyrona, wokół której powstał następnie monaster, byli bracia Teodor i Anastasie Ciufli. Wznoszenie świątyni rozpoczęto w 1854. W tym samym roku Teodor Ciufli zmarł; prace zakończył młodszy brat Anastasie (zm. 1870). Pierwotnie miejsce, gdzie znajduje się budynek, było oddalone od centrum Kiszyniowa. Pierwsza świątynia była znacznie mniejsza od obecnej; aktualny kształt cerkiew przybrała po rozbudowie na początku XX wieku, przeprowadzonej, by obiekt mógł służyć rosnącej liczbie wyznawców.
W 1962 r. cerkiew św. Teodora Tyrona stała się soborem katedralnym biskupów kiszyniowskich. Stało się tak, gdyż władze radzieckie zamknęły lub zniszczyły prawie wszystkie pozostałe prawosławne świątynie w Kiszyniowie, adaptując je na cele świeckie lub nakazując rozbiórkę. W dotychczasowym soborze Narodzenia Pańskiego rozmieszczono salę wystawową. W 1972 odremontowano świątynię. Malarz A. Burbela wykonał nowe freski wzorowane na twórczości Wiktora Wasniecowa. Dwa lata później w cerkwi wzniesiono boczny ołtarz Opieki Matki Bożej. 
Do 2002 r. przy cerkwi zgromadziła się żeńska wspólnota żyjąca według reguły monastycznej. W wymienionym roku, na mocy błogosławieństwa Świętego Synodu Rosyjskiego Kościoła Prawosławnego i metropolity kiszyniowskiego i całej Mołdawii Włodzimierza, uzyskała ona status monasteru. Przy cerkwi wzniesiono na potrzeby klasztoru budynek z celami mniszek, muzeum sztuki cerkiewnej, refektarz, mniejszą cerkiew Świętych Archaniołów Michała i Gabriela. W 2008 r. do świątyni tej wstawiono kopię Iwerskiej Ikony Matki Bożej podarowaną przez wspólnotę mniszą Athosu. W 2009 r. przeniesiono ją do specjalnie w tym celu wzniesionej kaplicy, którą w tym samym roku poświęcił metropolita kiszyniowski Włodzimierz. 
Cerkiew monasterska wpisana jest do rejestru zabytków Mołdawii.

## Architektura

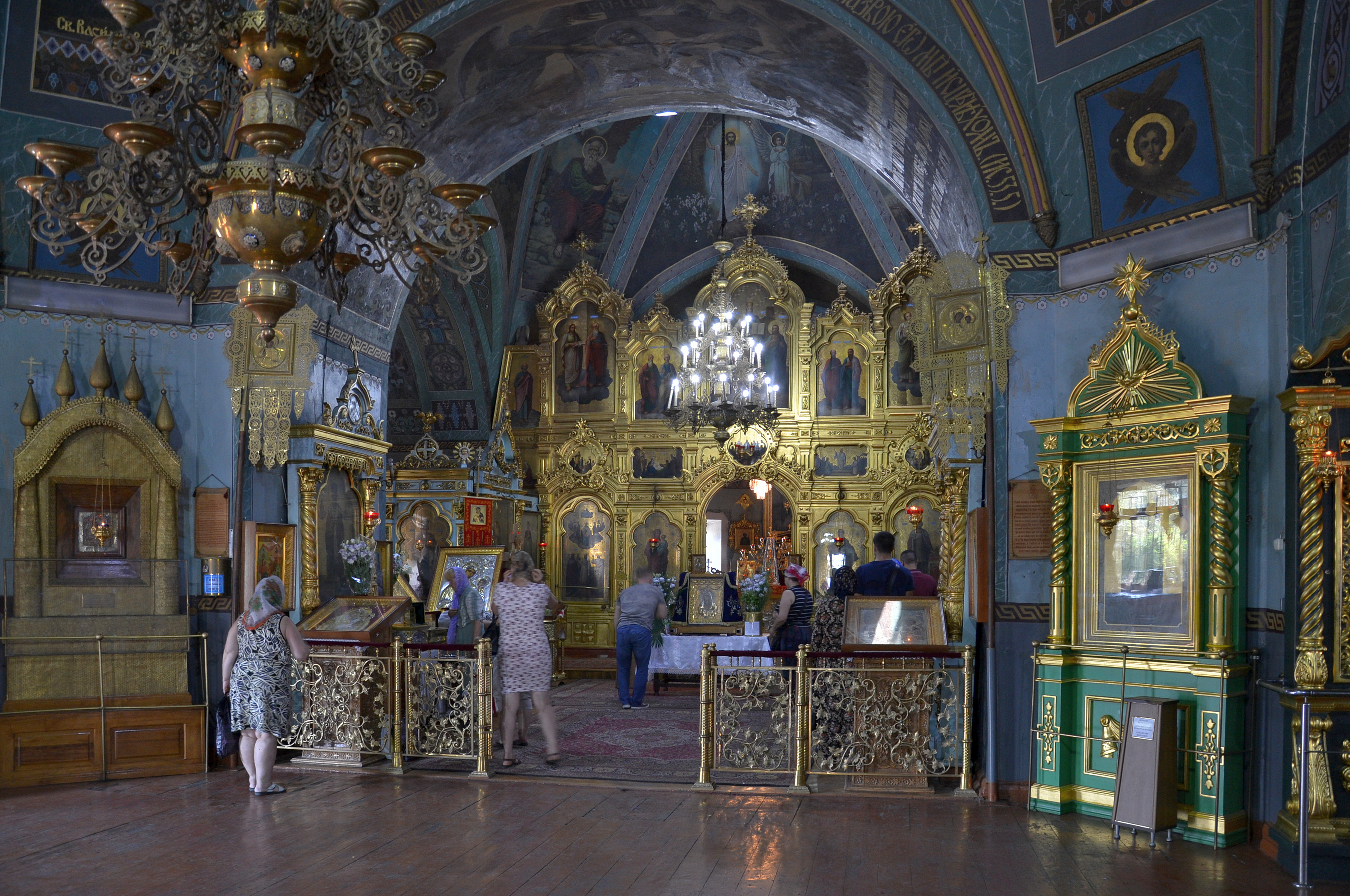
Wnętrze cerkwi św. Teodora Tyrona

Cerkiew św. Teodora Tyrona została zbudowana w stylu rosyjsko-bizantyjskim, w oparciu o wzorcowe projekty cerkwi wypracowane w XIX w. przez rosyjskich architektów oraz o budownictwo sakralne Moskwy. Budynek wieńczą typowe dla rosyjskiej architektury cerkiewnej cebulaste kopuły. 
Na wyposażeniu cerkwi znajdują się liczne zabytkowe ikony, w tym kopie czczonych jako cudotwórcze Kazańskiej i Herbowieckiej Ikon Matki Bożej. Otaczane kultem są również cząstki relikwii różnych świętych.